# Killer della I-70
Il killer della I-70 è un serial killer americano non identificato noto per aver ucciso sei commessi di negozi nel Midwest nella primavera del 1992. Il suo soprannome deriva dal fatto che molti dei negozi in cui lavoravano le sue vittime si trovavano a pochi chilometri dall'Interstate 70.
Le sue vittime erano di solito donne giovani, di bassa statura e dai capelli castani. Una delle vittime era un uomo, ma si ritiene che l'assassino si aspettasse una donna nel negozio poiché lo stesso aveva un nome di donna. Tutti i negozi attaccati erano negozi specializzati e di solito venivano derubati solo di piccole somme di denaro. È anche sospettato di aver sparato ad altri tre commessi in Texas tra il 1993 e il 1994, uno dei quali è sopravvissuto, così come l'omicidio nel 2001 di un commesso a Terre Haute, in Indiana.
Nonostante il caso sia apparso su Unsolved Mysteries, America's Most Wanted e Dark Minds, l'assassino non è mai stato trovato e gli investigatori non hanno mai identificato pubblicamente alcun sospettato.

## La striscia di omicidi del 1992

### Robin Fuldauer
La follia omicida iniziò l'8 aprile 1992, con l'omicidio della 26enne manager di Payless ShoeSource Robin Fuldauer a Indianapolis. La donna era sola nel negozio quando ricevette un colpo di pistola dietro la nuca, venendo uccisa all'incirca all'una e mezza del pomeriggio.  Il suo corpo venne scoperto in un ripostiglio nel retro del negozio intorno alle 3 di pomeriggio. Dal registratore di cassa vennero rubati meno di 100 dollari.

### Patricia Magers e Patricia Smith
I successivi due omicidi avvennero l'11 aprile presso il negozio di abiti da sposa La Bride d'Elegance a Wichita, in Kansas. Le vittime erano Patricia Smith, 23 anni, e la proprietaria del negozio, Patricia Magers, 32 anni. Poiché questo è stato l'unico omicidio che ha coinvolto più vittime, gli investigatori ritengono che l'assassino avesse l'impressione che ci fosse solo una donna nel negozio. Le donne erano rimaste oltre il normale orario di chiusura delle 18:00 per consentire a un cliente maschio di ritirare una fascia da smoking. Dopo quell'orario, le donne fecero entrare il killer nel negozio, pensando che fosse il cliente che stavano aspettando. Dopo che le donne furono assassinate, il vero cliente arrivò per ritirare la fascia da smoking e si trovò faccia a faccia con il killer dell'I-70. Il cliente notò che il killer aveva una pistola e l'assassino gli chiese di accompagnarlo sul retro del negozio. Il cliente rifiutò, sentendosi dire di lasciare il negozio. Se il cliente fosse andato sul retro del negozio, quasi certamente sarebbe stato assassinato. Il cliente era così spaventato che denunciò l'accaduto prima che fosse trascorsa più di un'ora. In seguito fornì dei dettagli per l'identikit del killer, descrivendolo come un uomo bianco snello con i capelli rossastri, armato di una pistola in stile Uzi.

### Michael McCown
Il 27 aprile, Michael McCown, 40 anni, fu ucciso nel negozio di ceramiche di sua madre Sylvia a Terre Haute, in Indiana, intorno alle 16. Vennero rubati dal negozio il portafoglio di McCown e meno di 50 dollari. Nessun testimone vide l'assassino. McCown è stato l'unico uomo ucciso durante la serie criminale e gli investigatori ritengono che l'assassino dell'I-70 abbia scelto il negozio perché il nome dello stesso (Sylvia's Ceramics) sembrava renderlo un buon bersaglio. Poiché McCown portava i capelli raccolti in una coda di cavallo il killer gli sparò alle spalle, mentre era inginocchiato sugli scaffali delle scorte, potrebbe essere stato scambiato per una donna.

### Nancy Kitzmiller
Il 3 maggio, la 24enne Nancy Kitzmiller venne uccisa mentre lavorava da sola al Boot Village, un negozio di calzature a St. Charles,nel Missouri. Aprì il negozio a mezzogiorno e venne trovata morta dai clienti alle due e mezza del pomeriggio. Il killer la uccise sparandole alla nuca. Doveva essere libera quel giorno; tuttavia, decise di andare al lavoro per permettere a una collega di avere il giorno libero. Dal registratore di cassa fu prelevato poco denaro. Sebbene nessuno abbia sentito lo sparo, un testimone la vide poco prima dell'omicidio in compagnia dell'ultimo cliente, e questo avvistamento aiutò la polizia per l'identikit.

### Sara Blessing
L'ultimo omicidio confermato della serie avvenne il 7 maggio a Raytown, nel Missouri. La vittima era Sarah Blessing, 37 anni, che lavorava nel suo negozio di articoli da regalo, Store of Many Colors. L'omicidio avvenne durante il giorno e il proprietario della videoteca accanto al negozio della Blessing vide l'assassino entrare nel negozio, sentì un rumore simile a uno schiocco e poi lo vide andarsene. Scoprì il corpo della donna dopo essere entrato per controllare cosa fosse accaduto nel negozio. Anche un commesso di un vicino negozio di alimentari vide l'uomo. Stava salendo una collina verso la I-70.

## Omicidi non confermati

### Omicidio in Texas del 1993
Gli investigatori ritengono che il killer dell'I-70 possa essere responsabile di due omicidi nel 1993 e di un tentato omicidio nel 1994, tutti avvenuti in Texas. Le due vittime furono la 51enne Mary Ann Glasscock, uccisa il 25 settembre 1993 a Fort Worth presso il negozio Emporium Antiques, e la 22enne Amy Vess, uccisa a colpi di arma da fuoco mentre si trovava in un negozio di abiti da ballo ad Arlington il 1 novembre.
La vittima sopravvissuta era Vicki Webb, 35 anni, aggredita e colpita da arma da fuoco il 15 gennaio 1994 a Houston nel negozio di articoli da regalo Alternatives. Parlò brevemente con l'assalitore prima che le sparasse alla nuca. Il proiettile non le arrivò alla testa perché colpì una grande vertebra. L'aggressore tentò di spararle di nuovo, ma la pistola fece cilecca e andò via pensando che la Webb fosse morta.
Il modus operandi del killer del Texas era molto simile al killer della I-70 e usava un'arma da fuoco calibro 22, lo stesso calibro. Tuttavia, un test balistico stabilì che la pistola usata negli omicidi in Texas non era la stessa usata in precedenza, quindi gli investigatori non sono stati in grado di confermare che l'assassino della I-70 fosse responsabile anche delle sparatorie in Texas.

### Omicidio di Terre Haute del 2001
Nel novembre 2021, la polizia di Terre Haute ha annunciato che l'assassino dell'I-70 era un possibile sospettato per l'omicidio del 2001 di Billy Brossman, impiegato 31enne di un negozio di liquori. La sera del 30 novembre 2001 Brossman lavorava da solo al 7th e 70 Liquor Store a Terre Haute. Il filmato della telecamera di sicurezza mostrò un uomo bianco entrare nel negozio e puntare una pistola su Brossman e rapinare il registratore di cassa. Il filmato ha poi mostrato il sospettato mentre portava Brossman nel retro del negozio e lo uccideva con un solo colpo alla nuca. L'omicidio di Brossman è avvenuto a soli sette isolati dall'omicidio di Michael McCown ed era simile nel modus operandi agli omicidi del killer della I-70. A differenza degli omicidi del 1992, questo fu il primo ad essere ripreso da una telecamera di sicurezza, e la polizia ha dichiarato di avere un sospettato per il caso.

## Indagini
Gli omicidi sono stati definitivamente collegati dopo che un detective di St. Charles sospettò una connessione. Tutti gli omicidi erano stati commessi con un'arma da fuoco calibro 22 e le vittime erano di solito donne giovani con lunghi capelli scuri. A parte gli omicidi di Wichita, tutte le vittime erano sole. Tutte furono colpite alla nuca. Nessuna delle scene del crimine presentava segni di violenza sessuale e sebbene tutti i negozi fossero stati derubati, la rapina sembrava essere un movente secondario poiché tutti i negozi erano piccole attività specializzate, che non avevano molti soldi. Gli omicidi venivano effettuati in orari della giornata in cui i negozi erano deserti, come dopo pranzo o intorno all'orario di chiusura. Molti di questi negozi si trovavano in degli strip malls vicino alla I-70.
Sulla base delle testimonianze, la polizia ha ritenuto che l'arma del delitto possa essere stata una pistola Intratec Scorpion o una pistola Erma Werke ET22. Tuttavia, non sono stati in grado di escludere altri modelli di armi da fuoco calibro 22. Le munizioni utilizzate negli omicidi erano proiettili di piombo rivestiti di rame CCI calibro 22. Gli involucri delle cartucce mostrarono tracce di ossido ferrico. Le autorità del Midwest hanno collegato l'assassino alle sparatorie in Texas nel 1994, ma le autorità del Texas non sono mai state convinte della connessione in quanto in ogni delitto vennero usate armi diverse.
Sulla base delle descrizioni dei testimoni, gli investigatori sono stati in grado di produrre due identikit dell'assassino e una descrizione fisica del sospettato. L'assassino dell'I-70 è stato descritto come un uomo bianco sui venti o trent'anni, alto tra 1 metro e 70 e 1,75 ), magro e con palpebre 'pigre' e capelli biondo sabbia o rossastri nel 1992. Nel 2021, il dipartimento di polizia di St. Charles ha pubblicato versioni invecchiate dell'identikit originale per mostrare come potrebbe apparire l'assassino oggi. Gli investigatori ritengono che l'assassino abbia tra i 52 e i 70 anni se è ancora vivo. La polizia non ha identificato pubblicamente alcun sospettato e il caso è oggi classificato come cold case.